# Ung thư dương vật
Ung thư dương vật là một sự tăng trưởng ác tính được tìm thấy trên da hoặc trong các mô của dương vật. Khoảng 95% ung thư dương vật là ung thư biểu mô tế bào vảy. Các loại ung thư dương vật khác như ung thư biểu mô tế bào Merkel, ung thư biểu mô tế bào nhỏ, u ác tính và các loại ung thư khác thường hiếm gặp.

## Các dấu hiệu và triệu chứng
- Đỏ dương vật,[2]
- Phát ban trên dương vật[3]
- Mùi hôi từ dương vật
- Đau ở dương vật
- Tăng trưởng hoặc đau trên dương vật không lành trong vòng bốn tuần (có thể trông giống như mụn cóc, loét, hoặc vỉ), có thể hoặc không đau
- Chảy máu từ dương vật hoặc từ dưới da bọc qui đầu
- Thay đổi màu sắc dương vật
- Hẹp bao quy đầu

## Tiên lượng
Tiên lượng tùy thuộc vào bệnh nhân. Nói chung, ung thư được chẩn đoán càng sớm, tiên lượng càng tốt. Tỷ lệ sống 5 năm chung cho tất cả các giai đoạn của ung thư dương vật là khoảng 50%.

## Dịch tễ học
Ung thư dương vật là một loại ung thư hiếm gặp ở các nước phát triển với tỷ lệ mắc hàng năm dao động từ 0,3 đến 1 trên 100.000 mỗi năm chiếm khoảng 0,4–0,6% của tất cả các khối u ác tính. Tỷ lệ hàng năm là khoảng 1 trong 100.000 người đàn ông ở Hoa Kỳ, 1 trong 250.000 ở Úc, và 0,82 trên 100.000 ở Đan Mạch. Ở Anh, ít hơn 500 người đàn ông được chẩn đoán mắc bệnh ung thư dương vật mỗi năm.
Tuy nhiên, trong ung thư dương vật ở các nước đang phát triển thì phổ biến hơn nhiều. Ví dụ, ở Paraguay, Uruguay, Uganda và Brazil tỷ lệ mắc tươnuiwnng là 4,2, 4,4, 2,8 và 1,5–3,7 trên 100.000. Ở một số quốc gia Nam Mỹ, châu Phi và châu Á, loại ung thư này chiếm tới 10% các bệnh ác tính ở nam giới.
Nguy cơ suốt đời đã được ước tính là 1 trong 1.437 ở Hoa Kỳ và 1 trong 1.694 ở Đan Mạch.